# Poiana Lacului (gmina)
Poiana Lacului – gmina w Rumunii, w okręgu Ardżesz. Obejmuje miejscowości Cătunași, Cepari, Dealu Orașului, Dealu Viilor, Dinculești, Gălețeanu, Gărdinești, Gâlcești, Metofu, Păduroiu din Deal, Păduroiu din Vale, Poiana Lacului i Sămara. W 2011 roku liczyła 6705 mieszkańców.